# Алутаґузе (волость)
А́лутаґузе (ест. Alutaguse vald) — волость в Естонії, адміністративна одиниця самоврядування в повіті Іда-Вірумаа.

## Географічні дані
Площа волості — 1465 км2, чисельність населення на 1 січня 2017 року становила 5040 осіб.

## Населені пункти
Адміністративний центр — селище Айзаку.

## Історія
24 жовтня 2017 року волость Алутаґузе офіційно утворена шляхом об'єднання волостей Алайие, Ійзаку, Іллука, Мяетаґузе та Тудулінна.